# Майк Філліпс
Майкл Ангус Філліпс (нар. 8 серпня 1941) — британський письменник і тележурналіст гаянського походження. Він найбільш відомий своєю кримінальною літературою, включно з чотирма романами про темношкірого журналіста Сема Діна.

## Ранні роки
Філліпс народився у Джорджтауні, портовому місті в екваторіальній колонії Британської Гвіани (нині Гаяна). У 1956 році разом із сім'єю він переїхав до Іслінгтона у Лондоні, Англія, коли йому було близько 14 років. Він здобув освіту у Лондонському університеті (англійська мова), Університеті Ессекса (політика) та отримав сертифікат післядипломної освіти у Голдсмітському коледжі, Лондон.

## Кар'єра
З 1972 до 1983 рік Філліпс працював на BBC журналістом і телеведучим, а потім став викладачем медіазнавства у Вестмінстерському університеті. У 1992 році став штатним письменником. Він сказав: «Однією з подій, яка зробила мене письменником, було усвідомлення того, що я написаний на основі маленького шматка історії у фільмі „Нагостріть ваші вуха“, біографії суперечливого драматурга Джо Ортона, автора „Розважального пана Слоуна“. Ортон і його друг Кеннет Геллівелл часто відвідували бібліотеку Ессекс-Роуд, де я працював помічником бібліотекаря. Я з ними регулярно спілкувався і не знав, що вони псують книжки, через що їх зрештою посадили до в'язниці. Коли ця сцена з'явилась у фільмі, я відчув, що і мене слід включити, і зрозумів, що ви не можете покладатися на інших, щоб написати свою історію, іноді ви повинні зробити це самі».
Філліпс найбільше відомий своєю кримінальною літературою, включно з чотирма романами про чорношкірого журналіста Сема Діна: «Blood Rights» (1989; серіал на BBC з Браяном Бовеллом у головній ролі), «The Late Candidate» (1990), «Point of Darkness» (1994), «An Image to Die For» (1995). Він також є автором книги «London Crossings: A Biography of Black Britain» (2001), серії взаємопов'язаних автобіографічних нарисів й оповідань. Він сказав, що вважає себе й англійським письменником, й темношкірим британським письменником. Разом зі своїм братом, політичним журналістом Тревором Філліпсом, він написав «Windrush: The Irresistible Rise of Multi-Racial Britain» (1998) для супроводу телесеріалу BBC, присвяченого 50-річчю прибуття до Британії HMT Empire Windrush, корабля, який привіз першу значну хвилю післявоєнних мігрантів з Карибського басейну.
Він пише для газети «Ґардіан», а раніше був куратором міжкультурних питань у Тейт й опікувався Меморіальним фондом національної спадщини та Фонду спадщини національної лотереї.
Філліпс був членом незалежної консультативної групи, яка підготувала «Windrush Lessons Learned Review», звіт, опублікований у березні 2020 року заснований на розслідуванні дій уряду у зв'язку зі «скандалом Windrush».
У 2021 році його роман «The Dancing Face», спочатку опублікований у 1997 році, був перевиданий Penguin Books у серії «Black Britain: Writing Back», куратором якої є Бернардіна Еварісто.

## Нагороди та відзнаки
- 1991 — Нагорода «Срібний кинджал» Асоціації письменників-криміналістів за «The Late Candidate»[9][16]
- 1996 — Премія Arts Foundation за написання трилерів[9][17]
- 2000 — обраний членом Королівського товариства літератури[18]
- 2007 — Орден Британської імперії за заслуги у телерадіомовленні[19]
- 2007 — Стипендіат Goldsmiths' College[20]

## Книги

### Художня література
- Smell of the Coast and Other Stories (1987). London: Akira Press.
- Boyz 'n the Hood (1991). London: Pan.
- The Dancing Face (1997). London and New York: HarperCollins. Reissued 2021, Penguin Books.
- A Shadow of Myself (2000). New York: HarperCollins.
- Kind of Union (2005). London: Continuum.
- (With Stejarel Olaru) Rîmaru: Butcher of Bucharest (2012). Profusion Publishers.

#### Серія Сем Дін
- Blood Rights (1989). London: Michael Joseph; New York: St. Martin's Press. (Adapted for BBC TV in 1989; starring Brian Bovell)
- The Late Candidate (1990). London: Michael Joseph; New York: St. Martin's Press.
- Point of Darkness: A Sam Dean Mystery (1994). London: Michael Joseph, 1994; New York: St. Martin's Press.
- An Image to Die For (1997). New York: St. Martin's Press.

### Публіцистика
- Community Work and Racism (1982). London: Routledge.
- Notting Hill in the Sixties (1991); text, with photography by Charlie Phillips. London: Lawrence & Wishart.
- Windrush: The Irresistible Rise of Multi-Racial Britain (with Trevor Phillips). London: HarperCollins, 1998. ISBN 0-00-255909-9.
- London Crossings: A Biography of Black Britain. London: Continuum, 2001.